# AFC Champions League 2013
AFC Champions League 2013 là phiên bản thứ 32 của giải bóng đá cấp câu lạc bộ cao nhất châu Á được tổ chức bởi Liên đoàn bóng đá châu Á (AFC), và thứ 11 dưới tên gọi AFC Champions League. Đội đương kim vô địch, Ulsan Hyundai, không thể tham dự giải đấu.
Ở trận chung kết, câu lạc bộ Trung Quốc Quảng Châu Hằng Đại Đào Bảo giành chiến thắng trước câu lạc bộ Hàn Quốc FC Seoul bằng bàn thắng sân khách để giành danh hiệu đầu tiên trong lịch sử, trở thành câu lạc bộ Trung Quốc đầu tiên vô địch AFC Champions League (và câu lạc bộ Trung Quốc thứ hai vô địch cúp châu Á sau Liêu Ninh FC), và tham dự Giải vô địch bóng đá thế giới các câu lạc bộ 2013.

## Phân bổ đội của các hiệp hội
AFC đưa ra quyết định các hiệp hội tham gia và phân bổ các vị trí, với việc kiểm tra các hiệp hội quan tâm đến việc tham gia AFC Champions League sẽ được thực hiện vào năm 2012 và quyết định cuối cùng được AFC đưa ra vào tháng 11 năm 2012.
Các tiêu chí sau đây để tham gia AFC Champions League đã được đề xuất bởi AFC vào tháng 7 năm 2012:
- Hiệp hội thành viên (MA) phải đạt được số lượng tối thiểu 600 điểm trong số 1000 điểm có thể theo hệ thống đánh giá AFC để đủ điều kiện tham gia.
- Các vị trí cho mỗi hiệp hội đủ điều kiện được quyết định dựa trên xếp hạng điểm của các hiệp hội:
  - Hai hiệp hội đứng đầu phía Tây và Đông có 4 suất vào thẳng vòng bảng.
  - Các hiệp hội đứng thứ 3 có 3 suất vào thẳng vòng bảng và 1 suất dự vòng loại.
  - Các hiệp hội đứng thứ 4 có 2 suất vào thẳng vòng bảng và 1 suất dự vòng loại.
  - Các hiệp hội đứng thứ 5 có 1 suất vào thẳng vòng bảng và 1 suất dự vòng loại.
  - Các hiệp hội đứng thứ 6-8 có 1 suất dự vòng loại.
  - Số lượng vị trí tối đa cho mỗi hiệp hội là một phần ba tổng số câu lạc bộ trong giải đấu hàng đầu (ví dụ: Úc chỉ có thể nhận được tối đa ba vị trí vì chỉ có chín câu lạc bộ có trụ sở tại Úc ở A-League).

Vào ngày 29 tháng 11 năm 2012, Ủy ban điều hành AFC đã phê duyệt các vị trí cho phiên bản 2013 của AFC Champions League. Tuy nhiên, việc phân bổ vị trí cuối cùng này không hoàn toàn tuân theo đề xuất ở trên.
| Evaluation for 2013 AFC Champions League | Evaluation for 2013 AFC Champions League       |
| ---------------------------------------- | ---------------------------------------------- |
|                                          | Fulfills criteria (> 600 points)               |
|                                          | Does not fulfill criteria, but allocated slots |
|                                          | Does not fulfill criteria, not allocated slots |

| Xếp hạng | Hiệp hội thành viên | Điểm   | Suất dự   | Suất dự   | Suất dự |
| Xếp hạng | Hiệp hội thành viên | Điểm   | Vòng bảng | Vòng loại |         |
| -------- | ------------------- | ------ | --------- | --------- | ------- |
| 1        | Ả Rập Xê Út         | 860.5  | 4         | 0         |         |
| 2        | Qatar               | 838.2  | 4         | 0         |         |
| 3        | Iran                | 813.5  | 3         | 1         |         |
| 4        | UAE                 | 750.2  | 2         | 2         |         |
| 5        | Uzbekistan          | 680.8  | [A]2[A]   | 1         |         |
| 6        | Ấn Độ               | −106.4 | 0         | 0         |         |
| 7        | Jordan              | −128.7 | 0         | 0         |         |
| Tổng     | Tổng                | Tổng   | [A]14[A]  | 4         |         |

| Xếp hạng | Hiệp hội thành viên | Điểm   | Suất dự   | Suất dự   | Suất dự |
| Xếp hạng | Hiệp hội thành viên | Điểm   | Vòng bảng | Vòng loại |         |
| -------- | ------------------- | ------ | --------- | --------- | ------- |
| 1        | Nhật Bản            | 946.8  | 4         | 0         |         |
| 2        | Hàn Quốc            | 886.6  | 4         | 0         |         |
| 3        | Trung Quốc          | 796.7  | 4         | 0         |         |
| 4        | Australia           | 567.0  | 1         | 1         |         |
| 5        | Thái Lan            | 177.2  | 1         | 1         |         |
| 6        | Singapore           | −135.1 | 0         | 0         |         |
| 7        | Việt Nam            | −815.7 | 0         | 0         |         |
| Tổng     | Tổng                | Tổng   | [A]15[A]  | 2         |         |

Chú thích
1. ^ a b c Một trong hai suất vào thẳng vòng bảng của Uzbekistan được chuyển sang khu vực Đông Á.

## Các đội tham dự
Chú thích:
- TH: Đương kim vô địch
- AC: Đội vô địch AFC Cup
- 1st, 2nd, 3rd,...: Vị trí tại giải quốc nội
- CW: Đội vô địch cúp quốc gia

| Tây Á                     | Tây Á                         | Tây Á                                 | Tây Á                        |
| ------------------------- | ----------------------------- | ------------------------------------- | ---------------------------- |
| Al-Shabab (1st)           | Lekhwiya (1st)                | Sepahan (1st)                         | Al-Jazira (CW)               |
| Al-Ahli (2nd, CW)         | Al-Gharafa (CW)               | Esteghlal (3rd, CW)                   | Pakhtakor (1st)              |
| Al-Hilal (3rd)            | El Jaish (2nd)                | Tractor (2nd)                         |                              |
| Al-Ettifaq (4th)          | Al-Rayyan (3rd)               | Al-Ain (1st)                          |                              |
| Đông Á                    |                               |                                       |                              |
| Sanfrecce Hiroshima (1st) | FC Seoul (1st)                | Quảng Châu Hằng Đại Đào Bảo (1st, CW) | Central Coast Mariners (1st) |
| Kashiwa Reysol (CW)       | Pohang Steelers (3rd, CW)     | Giang Tô Sainty (2nd)                 | Muangthong United (1st)      |
| Vegalta Sendai (2nd)      | Jeonbuk Hyundai Motors (2nd)  | Bắc Kinh Quốc An (3rd)                | Bunyodkor (2nd, CW)          |
| Urawa Red Diamonds (3rd)  | Suwon Samsung Bluewings (4th) | Quý Châu Renhe (4th)                  |                              |

| Tây Á          | Tây Á                    | Đông Á              | Đông Á |
| -------------- | ------------------------ | ------------------- | ------ |
| Saba Qom (4th) | Al-Shabab Al-Arabi (3rd) | Brisbane Roar (CW)  |        |
| Al-Nasr (2nd)  | Lokomotiv Tashkent (3rd) | Buriram United (CW) |        |

## Vòng loại
Lễ bốc thăm vòng bảng diễn ra vào ngày 6 tháng 12 năm 2012. Mỗi cặp đấu diễn ra theo thể thức một lượt, cùng với hiệp phụ và loạt sút luân lưu được áp dụng để xác định đội thắng cuộc (nếu cần thiết). Các đội chiến thắng lọt vào vòng bảng cùng với 29 đội được vào thẳng.
| Đội 1          | Tỉ số                  | Đội 2              |
| Tây Á          | Tây Á                  | Tây Á              |
| -------------- | ---------------------- | ------------------ |
| Saba Qom       | 1–1 (h.p.)(3–5p)       | Al-Shabab Al-Arabi |
| Al-Nasr        | 3–2                    | Lokomotiv Tashkent |
| Đông Á         |                        |                    |
| Buriram United | 0–0 (s.h.p.) (3–0p)[B] | Brisbane Roar      |

Chú thích
1. ^ Brisbane Roar được chọn làm đội chủ nhà trong lễ bốc thăm, nhưng trận đấu sau đó lại được tổ chức bởi Buriram United theo thỏa thuận giữa hai đội do trận đấu được dời lại.[7]

## Vòng bảng
Lễ bốc thăm vòng bảng diễn ra vào ngày 6 tháng 12 năm 2012. 32 đội được xếp vào 8 bảng, mỗi bảng 4 đội. Các đội cùng hiệp hội không được xếp vào cùng một bảng. Các đội đá vòng tròn hai lượt tính điểm theo thể thức sân nhà-sân khách. Đội nhất và nhì mỗi bảng tham dự vòng 16 đội.

### Bảng A
| VT | Đội          | ST | T | H | B | BT | BB | HS | Đ  | Giành quyền tham dự |     | SHB | JSH | JAZ | TRA |
| -- | ------------ | -- | - | - | - | -- | -- | -- | -- | ------------------- | --- | --- | --- | --- | --- |
| 1  | Al-Shabab    | 6  | 4 | 1 | 1 | 7  | 5  | +2 | 13 | Vòng 16 đội         |     |     | 2–0 | 2–1 | 1–0 |
| 2  | El Jaish     | 6  | 3 | 2 | 1 | 14 | 9  | +5 | 11 | Vòng 16 đội         |     | 3–0 |     | 3–1 | 3–3 |
| 3  | Al-Jazira    | 6  | 1 | 2 | 3 | 7  | 10 | −3 | 5  |                     |     | 1–1 | 1–1 |     | 2–0 |
| 4  | Tractor Sazi | 6  | 1 | 1 | 4 | 8  | 12 | −4 | 4  |                     | 0–1 | 2–4 | 3–1 |     |     |

### Bảng B
| VT | Đội                | ST | T | H | B | BT | BB | HS | Đ  | Giành quyền tham dự |     | LEK | SHA | ETT | PAK |
| -- | ------------------ | -- | - | - | - | -- | -- | -- | -- | ------------------- | --- | --- | --- | --- | --- |
| 1  | Lekhwiya           | 6  | 3 | 2 | 1 | 10 | 7  | +3 | 11 | Vòng 16 đội         |     |     | 2–1 | 2–0 | 3–1 |
| 2  | Al-Shabab Al-Arabi | 6  | 3 | 0 | 3 | 8  | 9  | −1 | 9  | Vòng 16 đội         |     | 3–1 |     | 1–0 | 0–1 |
| 3  | Al-Ettifaq         | 6  | 2 | 1 | 3 | 6  | 5  | +1 | 7  |                     |     | 0–0 | 4–1 |     | 2–0 |
| 4  | Pakhtakor          | 6  | 2 | 1 | 3 | 6  | 9  | −3 | 7  |                     | 2–2 | 1–2 | 1–0 |     |     |

- Bằng điểm đối đầu (3). Hiệu số bàn thắng đối đầu: Al-Ettifaq +1, Pakhtakor -1.

### Bảng C
| VT | Đội        | ST | T | H | B | BT | BB | HS | Đ  | Giành quyền tham dự |     | AHL | GHA | SEP | NAS |
| -- | ---------- | -- | - | - | - | -- | -- | -- | -- | ------------------- | --- | --- | --- | --- | --- |
| 1  | Al-Ahli    | 6  | 4 | 2 | 0 | 16 | 8  | +8 | 14 | Vòng 16 đội         |     |     | 2–0 | 4–1 | 2–2 |
| 2  | Al-Gharafa | 6  | 3 | 1 | 2 | 13 | 11 | +2 | 10 | Vòng 16 đội         |     | 2–2 |     | 3–1 | 3–1 |
| 3  | Sepahan    | 6  | 3 | 0 | 3 | 12 | 13 | −1 | 9  |                     |     | 2–4 | 3–1 |     | 3–0 |
| 4  | Al-Nasr    | 6  | 0 | 1 | 5 | 7  | 16 | −9 | 1  |                     | 1–2 | 2–4 | 1–2 |     |     |

### Bảng D
| VT | Đội       | ST | T | H | B | BT | BB | HS | Đ  | Giành quyền tham dự |     | EST | HIL | AIN | RAY |
| -- | --------- | -- | - | - | - | -- | -- | -- | -- | ------------------- | --- | --- | --- | --- | --- |
| 1  | Esteghlal | 6  | 4 | 1 | 1 | 11 | 5  | +6 | 13 | Vòng 16 đội         |     |     | 0–1 | 2–0 | 3–0 |
| 2  | Al-Hilal  | 6  | 4 | 0 | 2 | 10 | 6  | +4 | 12 | Vòng 16 đội         |     | 1–2 |     | 2–0 | 3–1 |
| 3  | Al-Ain    | 6  | 2 | 0 | 4 | 6  | 9  | −3 | 6  |                     |     | 0–1 | 3–1 |     | 2–1 |
| 4  | Al-Rayyan | 6  | 1 | 1 | 4 | 7  | 14 | −7 | 4  |                     | 3–3 | 0–2 | 2–1 |     |     |

### Bảng E
| VT | Đội             | ST | T | H | B | BT | BB | HS | Đ  | Giành quyền tham dự |     | SEO | BUR | JIA | SEN |
| -- | --------------- | -- | - | - | - | -- | -- | -- | -- | ------------------- | --- | --- | --- | --- | --- |
| 1  | FC Seoul        | 6  | 3 | 2 | 1 | 11 | 5  | +6 | 11 | Vòng 16 đội         |     |     | 2–2 | 5–1 | 2–1 |
| 2  | Buriram United  | 6  | 1 | 4 | 1 | 6  | 6  | 0  | 7  | Vòng 16 đội         |     | 0–0 |     | 2–0 | 1–1 |
| 3  | Giang Tô Sainty | 6  | 2 | 1 | 3 | 5  | 10 | −5 | 7  |                     |     | 0–2 | 2–0 |     | 0–0 |
| 4  | Vegalta Sendai  | 6  | 1 | 3 | 2 | 5  | 6  | −1 | 6  |                     | 1–0 | 1–1 | 1–2 |     |     |

- Bằng điểm đối đầu (3). Hiệu số bàn thắng trong tất cả các trận đấu bảng: Buriram United 0, Giang Tô Sainty -5.

### Bảng F
| VT | Đội                    | ST | T | H | B | BT | BB | HS  | Đ  | Giành quyền tham dự |     | GUA | JEO | URA | MUA |
| -- | ---------------------- | -- | - | - | - | -- | -- | --- | -- | ------------------- | --- | --- | --- | --- | --- |
| 1  | Quảng Châu Hằng Đại    | 6  | 3 | 2 | 1 | 14 | 5  | +9  | 11 | Vòng 16 đội         |     |     | 0–0 | 3–0 | 4–0 |
| 2  | Jeonbuk Hyundai Motors | 6  | 2 | 4 | 0 | 10 | 6  | +4  | 10 | Vòng 16 đội         |     | 1–1 |     | 2–2 | 2–0 |
| 3  | Urawa Red Diamonds     | 6  | 3 | 1 | 2 | 11 | 11 | 0   | 10 |                     |     | 3–2 | 1–3 |     | 4–1 |
| 4  | Muangthong United      | 6  | 0 | 1 | 5 | 4  | 17 | −13 | 1  |                     | 1–4 | 2–2 | 0–1 |     |     |

- Điểm đối đầu: Jeonbuk Hyundai Motors 4, Urawa Red Diamonds 1.

### Bảng G
| VT | Đội                 | ST | T | H | B | BT | BB | HS | Đ  | Giành quyền tham dự |     | BUN | BEI | POH | HIR |
| -- | ------------------- | -- | - | - | - | -- | -- | -- | -- | ------------------- | --- | --- | --- | --- | --- |
| 1  | Bunyodkor           | 6  | 2 | 4 | 0 | 6  | 3  | +3 | 10 | Vòng 16 đội         |     |     | 0–0 | 2–2 | 0–0 |
| 2  | Bắc Kinh Quốc An    | 6  | 2 | 3 | 1 | 4  | 2  | +2 | 9  | Vòng 16 đội         |     | 0–1 |     | 2–0 | 2–1 |
| 3  | Pohang Steelers     | 6  | 1 | 4 | 1 | 5  | 6  | −1 | 7  |                     |     | 1–1 | 0–0 |     | 1–1 |
| 4  | Sanfrecce Hiroshima | 6  | 0 | 3 | 3 | 2  | 6  | −4 | 3  |                     | 0–2 | 0–0 | 0–1 |     |     |

### Bảng H
| VT | Đội                     | ST | T | H | B | BT | BB | HS  | Đ  | Giành quyền tham dự |     | KSW | CCM | GUI | SUW |
| -- | ----------------------- | -- | - | - | - | -- | -- | --- | -- | ------------------- | --- | --- | --- | --- | --- |
| 1  | Kashiwa Reysol          | 6  | 4 | 2 | 0 | 14 | 4  | +10 | 14 | Vòng 16 đội         |     |     | 3–1 | 1–1 | 0–0 |
| 2  | Central Coast Mariners  | 6  | 2 | 1 | 3 | 5  | 9  | −4  | 7  | Vòng 16 đội         |     | 0–3 |     | 2–1 | 0–0 |
| 3  | Quý Châu Renhe          | 6  | 1 | 3 | 2 | 6  | 7  | −1  | 6  |                     |     | 0–1 | 2–1 |     | 2–2 |
| 4  | Suwon Samsung Bluewings | 6  | 0 | 4 | 2 | 4  | 9  | −5  | 4  |                     | 2–6 | 0–1 | 0–0 |     |     |

## Vòng loại trực tiếp

### Vòng 16 đội
Các trận lượt đi diễn ra vào ngày 14 và 15 tháng 5 năm 2013, và các trận lượt về diễn ra vào ngày 21 và 22 tháng 5 năm 2013.

| Đội 1                  | TTS   | Đội 2               | Lượt đi | Lượt về |
| Tây Á                  | Tây Á | Tây Á               | Tây Á   | Tây Á   |
| ---------------------- | ----- | ------------------- | ------- | ------- |
| Al-Gharafa             | 1–5   | Al-Shabab           | 1–2     | 0–3     |
| El Jaish               | 1–3   | Al-Ahli             | 1–1     | 0–2     |
| Al-Hilal               | 2–3   | Lekhwiya            | 0–1     | 2–2     |
| Al-Shabab Al-Arabi     | 2–4   | Esteghlal           | 2–4     | 0–0     |
| Đông Á                 |       |                     |         |         |
| Bắc Kinh Quốc An       | 1–3   | FC Seoul            | 0–0     | 1–3     |
| Buriram United         | 2−1   | Bunyodkor           | 2–1     | 0−0     |
| Central Coast Mariners | 1–5   | Quảng Châu Hằng Đại | 1–2     | 0–3     |
| Jeonbuk Hyundai Motors | 2–5   | Kashiwa Reysol      | 0–2     | 2–3     |

### Tứ kết
Các trận lượt đi diễn ra vào ngày 21 tháng 8 năm 2013, và các trận lượt về diễn ra vào ngày 18 tháng 9 năm 2013.

| Đội 1               | TTS     | Đội 2          | Lượt đi | Lượt về |
| ------------------- | ------- | -------------- | ------- | ------- |
| Al-Ahli             | 1–2     | FC Seoul       | 1–1     | 0–1     |
| Esteghlal           | 3–1     | Buriram United | 1–0     | 2–1     |
| Kashiwa Reysol      | 3–3 (a) | Al-Shabab      | 1–1     | 2–2     |
| Quảng Châu Hằng Đại | 6–1     | Lekhwiya       | 2–0     | 4–1     |

### Bán kết
Các trận lượt đi diễn ra vào ngày 25 tháng 9 năm 2013, và các trận lượt về diễn ra vào ngày 2 tháng 10 năm 2013.

| Đội 1          | TTS | Đội 2               | Lượt đi | Lượt về |
| -------------- | --- | ------------------- | ------- | ------- |
| FC Seoul       | 4–2 | Esteghlal           | 2–0     | 2–2     |
| Kashiwa Reysol | 1–8 | Quảng Châu Hằng Đại | 1–4     | 0–4     |

### Chung kết
Trận lượt đi diễn ra vào ngày 26 tháng 10 năm 2013, và trận lượt về diễn ra vào ngày 9 tháng 11 năm 2013.

| FC Seoul                      | 2–2    | Quảng Châu Hằng Đại       |
| ----------------------------- | ------ | ------------------------- |
| Escudero 11' · Damjanović 83' | Report | Elkeson 30' · Gao Lin 58' |

| Quảng Châu Hằng Đại | 1–1    | FC Seoul       |
| ------------------- | ------ | -------------- |
| Elkeson 58'         | Report | Damjanović 63' |

Trung bình 3–3, Quảng Châu Hằng Đại thắng bằng bàn thắng trên sân khách.

## Giải thưởng
| Giải thưởng                | Cầu thủ | Đội                 |
| -------------------------- | ------- | ------------------- |
| Cầu thủ xuất sắc nhất giải | Muriqui | Quảng Châu Hằng Đại |
| Vua phá lưới               | Muriqui | Quảng Châu Hằng Đại |

| Starting XI | Starting XI         | Starting XI         |
| Vị trí      | Cầu thủ             | Câu lạc bộ          |
| ----------- | ------------------- | ------------------- |
| GK          | Kim Yong-Dae        | FC Seoul            |
| DF          | Zhang Linpeng       | Quảng Châu Hằng Đại |
| DF          | Hanif Omranzadeh    | Esteghlal           |
| DF          | Daisuke Suzuki      | Kashiwa Reysol      |
| DF          | Sun Xiang           | Quảng Châu Hằng Đại |
| MF          | Zheng Zhi           | Quảng Châu Hằng Đại |
| MF          | Darío Conca         | Quảng Châu Hằng Đại |
| MF          | Javad Nekounam      | Esteghlal           |
| FW          | Muriqui             | Quảng Châu Hằng Đại |
| FW          | Dejan Damjanović    | FC Seoul            |
| FW          | Elkeson             | Quảng Châu Hằng Đại |
| Dự bị       |                     |                     |
| GK          | Takanori Sugeno     | Kashiwa Reysol      |
| DF          | Kwak Tae-Hwi        | Al-Shabab           |
| DF          | Theeraton Bunmathan | Buriram United      |
| DF          | Kim Jin-Kyu         | FC Seoul            |
| MF          | Ha Dae-Sung         | FC Seoul            |
| MF          | Jorge Wagner        | Kashiwa Reysol      |
| FW          | Masato Kudo         | Kashiwa Reysol      |

## Các cầu thủ ghi bàn hàng đầu
| Xếp hạng | Cầu thủ             | Câu lạc bộ          | MD1 | MD2 | MD3 | MD4 | MD5 | MD6 | 2R1 | 2R2 | QF1 | QF2 | SF1 | SF2 | F1 | F2 | Tổng |
| -------- | ------------------- | ------------------- | --- | --- | --- | --- | --- | --- | --- | --- | --- | --- | --- | --- | -- | -- | ---- |
| 1        | Muriqui             | Quảng Châu Hằng Đại | 1   | 1   | 1   | 2   | 1   |     | 1   | 1   |     | 1   | 2   | 2   |    |    | 13   |
| 2        | Darío Conca         | Quảng Châu Hằng Đại |     |     | 2   |     |     |     |     | 1   | 1   | 1   | 2   | 1   |    |    | 8    |
| 3        | Dejan Damjanović    | FC Seoul            | 2   |     |     |     |     |     |     |     | 1   | 1   | 1   |     | 1  | 1  | 7    |
| 3        | Wagner Ribeiro      | El Jaish            |     | 2   | 2   |     | 3   |     |     |     |     |     |     |     |    |    | 7    |
| 5        | Elkeson             | Quảng Châu Hằng Đại |     |     |     |     |     |     |     |     | 1   | 2   |     | 1   | 1  | 1  | 6    |
| 5        | Masato Kudo         | Kashiwa Reysol      |     |     | 2   |     |     | 1   | 1   | 1   | 1   |     |     |     |    |    | 6    |
| 7        | Mustafa Al-Bassas   | Al-Ahli             | 1   |     |     | 2   |     |     |     | 1   |     |     |     |     |    |    | 4    |
| 7        | Amad Al Hosni       | Al-Ahli             |     | 2   | 1   |     | 1   |     |     |     |     |     |     |     |    |    | 4    |
| 7        | Djibril Cissé       | Al-Gharafa          |     | 2   | 1   |     | 1   |     |     |     |     |     |     |     |    |    | 4    |
| 7        | Edgar               | Al-Shabab Al-Arabi  | 1   |     |     | 1   | 1   |     | 1   |     |     |     |     |     |    |    | 4    |
| 7        | Youssef Msakni      | Lekhwiya            | 1   |     |     | 1   | 1   |     | 1   |     |     |     |     |     |    |    | 4    |
| 7        | Sebastián Soria     | Lekhwiya            | 1   |     | 2   | 1   |     |     |     |     |     |     |     |     |    |    | 4    |
| 7        | Sebastián Tagliabué | Al-Shabab           |     |     |     | 1   |     |     | 1   | 2   |     |     |     |     |    |    | 4    |
| 7        | Yun Il-Lok          | FC Seoul            | 2   |     |     |     | 1   |     |     | 1   |     |     |     |     |    |    | 4    |

Chú thích: Bàn thắng ghi được ở vòng loại không được tính.
Tham khảo: